# 馬魯蘭達 (卡爾達斯省)
馬魯蘭達是哥倫比亞的城鎮，位於該國中部，由卡爾達斯省負責管轄，距離首府馬尼薩萊斯126公里，始建於1877年，面積373平方公里，海拔高度2,800米，2005年人口2,702。
5°17′N 75°16′W / 5.283°N 75.267°W